# Lijst van beschermd erfgoed in Virton
Onderstaande tabel geeft een overzicht van de beschermde erfgoederen in de gemeente Virton. Het beschermd erfgoed maakt deel uit van het cultureel erfgoed in België.
| Object | Bouwjaar/architect | Deelgemeente | Adres                       | Coördinaten                   | Nummer?                | Afbeelding                                                                                                   |
| --- | ------------------ | ------------ | --------------------------- | ----------------------------- | ---------------------- | --- |
| Sint-Martinuskerk en kerkhofmuur (monument), ensemble van de kerk, het oude kerkhof en de toegangsweg (site) |                    | Saint-Mard   | Vieux-Virton                | 49° 33' 32" NB, 5° 31' 47" OL | 85045-CLT-0002-01 Info | Sint-Martinuskerk en kerkhofmuur (monument), ensemble van de kerk, het oude kerkhof en de toegangsweg (site) |
| Ensemble van "Chapelle Maron" en directe omgeving (site)                                                     |                    | Saint-Mard   | rue du Vieux-Virton         | 49° 33' 41" NB, 5° 31' 42" OL | 85045-CLT-0003-01 Info | |
| Sint-Martinuskerk en kerkhofmuur (monument), ensemble van de kerk en diens directe omgeving (site)           |                    | Latour       |                             | 49° 33' 27" NB, 5° 34' 12" OL | 85045-CLT-0004-01 Info | |
| Polijstbanken van Bruzel                                                                                     |                    | Saint-Mard   |                             | 49° 32' 59" NB, 5° 32' 23" OL | 85045-CLT-0005-01 Info | |
| Toren van het kasteel (monument), ensemble van de toren en zijn directe omgeving (site)                      |                    | Bleid        | rue de l'Eglise, Saint-Remy | 49° 32' 24" NB, 5° 37' 12" OL | 85045-CLT-0006-01 Info | |
| Kapel van Charnier                                                                                           |                    | Saint-Mard   |                             | 49° 33' 17" NB, 5° 32' 5" OL  | 85045-CLT-0007-01 Info | |
| Pastorie, omliggende muur en entreeportaal                                                                   |                    | Saint-Mard   | rue de la Vilette n°1       | 49° 33' 15" NB, 5° 32' 3" OL  | 85045-CLT-0008-01 Info | |
| Leerlooierij en hydraulische zagerij (monument), ensemble van deze gebouwen en hun omgeving (site)           |                    | Virton       |                             | 49° 33' 54" NB, 5° 32' 1" OL  | 85045-CLT-0009-01 Info | |
| Huis Simonet (monument)                                                                                      |                    | Virton       | avenue Bouvier n°2          | 49° 34' 2" NB, 5° 31' 51" OL  | 85045-CLT-0010-01 Info | |
| Fontein "Martin" (monument)                                                                                  |                    | Saint-Mard   | rue Fontaine Martin         | 49° 33' 45" NB, 5° 31' 13" OL | 85045-CLT-0011-01 Info | |
| Muziekkiosk en hekwerk rond het beplante plein (monument), plein (site)                                      |                    | Saint-Mard   |                             | 49° 33' 19" NB, 5° 31' 53" OL | 85045-CLT-0012-01 Info | |
| Muziekkiosk                                                                                                  |                    | Virton       | place Georges Lorand        | 49° 34' 7" NB, 5° 31' 57" OL  | 85045-CLT-0013-01 Info | |
| Gebouw "La Grande Maison"                                                                                    |                    | Virton       | rue Sainte-Catherine n°2    | 49° 34' 4" NB, 5° 31' 55" OL  | 85045-CLT-0014-01 Info | |